# Casida
La casida (en árabe, قصيدة qaṣīda; en persa, چكامه chakâmé) es una forma poética propia de la Arabia preislámica; se trataba de un género poético extenso, de más de 50 versos e incluso más de 100. Más tarde fue adoptada por los persas, que la emplearon asiduamente.

## La casida árabe
En su origen, la casida es usualmente un género panegírico dedicado a un rey o a un noble. Las casidas tiene por lo tanto un tema único, desarrollado lógicamente y cerrado al final de la composición.
Aunque la casida clásica estaba formada por una única rima que se mantenía a lo largo de todo el poema, en su forma más extendida suele componerse de pareados, aunque en la versión persa posterior sólo hay un pareado al comienzo, mientras que a partir de ahí sólo el segundo verso de cada par rima con dicho pareado inicial.
En el siglo IX, el escritor de ascendencia irania ibn Qutayba dice en su obra Kitāb aš-šiʿr wa-š-šuʿarāʾ (Libro de la poesía y los poetas) que la casida se compone de tres partes: comienza con una apertura nostálgica, denominada naṣīb, en la que el poeta reflexiona sobre el pasado. Un tópico usual es el del poeta persiguiendo la caravana de su amor; cuando logra alcanzar el campamento, la caravana ya lo ha abandonado. Tras el naṣīb, suele venir el tajalluṣ, una especie de alivio de la nostalgia, que sirve de transición a la siguiente parte del poema, el raḥīl, en que el poeta contempla la dureza de la naturaleza y de la vida alejado de la tribu. Finalmente, el último apartado está dedicado al mensaje central del poema, que puede dedicarse a alabar a la tribu (fajr), a bromear sobre otras tribus (hiŷāʾ) o a presentar máximas morales (ḥikam).
Aunque muchas de las casidas posteriores se apartan de este esquema, en muchas de ellas sigue siendo reconocible, al menos como referencia. Una de las casidas más famosas, especialmente entre los musulmanes suníes, es la Qaṣīdat al-Burda («Casida del Manto»), de Muhammad al-Busiri, que la escribió por atribuir la sanación de su parálisis a un sueño donde el profeta Mahoma lo había cubierto con su manto.[cita requerida]

## Variaciones persas del género
Después del siglo X, los persas desarrollaron ampliamente la casida, y la emplearon para fines distintos de los originales árabes (panegíricos y nostálgicos). Por ejemplo, Naser Josrow empleó el género para expresar contenidos teológicos o éticos. El mismo Avicena empleó la casida con fines filosóficos.
En el estilo persa, el comienzo suele describir un suceso natural, como el paso de las estaciones, un paisaje o una amante imaginaria. De aquí surgen distintos subgéneros, como el «primaveral» o bahârié (en grafía persa: بهاریه), el «otoñal» o jazânié (en grafía persa: خزانیه), etcétera. Tras esta introducción, viene el tajalloṣ, en el que el poeta habitualmente se dirige a sí mismo empleando su seudónimo. La última parte representa el objetivo fundamental del poema, en la que se pide un favor o ayuda a un patrón o mecenas.
Las mejores casidas en lengua persa fueron escritas por los siguientes poetas:
- Farrojí Sistaní, poeta de la corte de Mahmud de Gazni (siglo XII), en especial su «Escena de caza» (en persa: قصیدهٔ شکارگاه),
- Masud Sa'd Salman (siglo XII), erróneamente encarcelado por una supuesta traición.
- Anvari Abiverdi (siglo XII), en especial la que dedicó a pedir ayuda contra la invasión de los mongoles.
- Jaghani Shervani (siglo XII)
- Mohammad Taghi Bahar, del siglo XX, recuperó el género para usos políticos.

Tras la invasión mongola, desde el siglo XIV los poetas persas se interesaron más por el género llamado gazal («discurso amoroso»), y la casida se fue abandonando. El género del gazal tiene su origen en la primera parte de la casida, en que los poetas alaban a sus amantes. Los poetas sufíes emplearon el gazal con fines místicos.[cita requerida]

## La casida en la literatura en español
A lo largo del siglo XX, diversos autores en lengua española han recuperado y empleado la casida para sus propios fines, si bien generalmente no respetan las formas clásicas árabes en sus textos, por lo que lo único que los une con el género original es un sentimiento de nostalgia y pérdida, y una temática generalmente amorosa.
- El primero y más conocido es el andaluz Federico García Lorca, quien en Poeta en Nueva York y sobre todo en Diván del Tamarit incluye un buen número de casidas y «gacelas».

- También el poeta extremeño Félix Grande ha empleado ocasionalmente la casida, como en Casida de la alta madrugada.

- El mexicano Jaime Sabines es autor de una Casida de la tentadora.

- El argentino Ricardo Molinari también ha escrito una Casida de la bailarina, dedicada precisamente a Federico García Lorca.

- El mexicano Luis Tiscareño es autor de la plaquette Qasidas de los ojos de mar.